# Liselotte Johansson
Liselotte Johansson (21 de julio de 1970) es una deportista sueca que compitió en esquí acrobático. Ganó una medalla de bronce en el Campeonato Mundial de Esquí Acrobático de 1991, en la prueba de salto aéreo.

## Medallero internacional
| Campeonato Mundial | Campeonato Mundial           | Campeonato Mundial | Campeonato Mundial |
| Año                | Lugar                        | Medalla            | Competición        |
| ------------------ | ---------------------------- | ------------------ | ------------------ |
| 1991               | Lake Placid (Estados Unidos) | Medalla de bronce  | Salto aéreo        |